# Doukouyo
Doukouyo è una città e sottoprefettura della Costa d'Avorio appartenente al dipartimento di Gagnoa. Conta una popolazione di 21 361 abitanti (censimento 2014).